# Ulrich Köhler (Historiker)

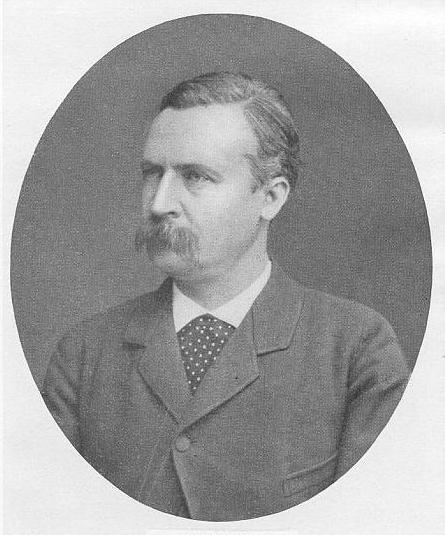
Ulrich Köhler, Althistoriker und Professor in Berlin

Ulrich Leopold Köhler (* 6. November 1838 in Kleinneuhausen; † 21. Oktober 1903 in Berlin) war ein deutscher Althistoriker und Epigraphiker.

## Leben
1857 begann Köhler das Studium in Jena und wechselte später nach Göttingen, wo er 1860 mit der Dissertation Qua ratione T. Livii annalibus usi sint Historici Latini atque Graeci promoviert wurde. Während seines Studiums wurde er 1857 Mitglied der Burschenschaft Germania Jena. Er war danach Hauslehrer in Pisa und seit 1862 am Deutschen Archäologischen Institut in Rom tätig. 1865 ging Köhler an die Preußische Gesandtschaft in Athen und bearbeitete ab 1866 die attischen Inschriften für eine Neuauflage des Corpus Inscriptionum Graecarum. Die Ausgabe erschien schließlich von 1877 bis 1895 als Band 2 (Inscriptiones Atticae aetatis quae est inter Euclidis annum et Augusti tempora) der Inscriptiones Graecae; auch die von anderen herausgegebenen Bände 1 und 3 beruhten in wesentlichen Teilen auf Köhlers Abschriften.
Köhler ging 1872 als Professor an die neu gegründete Universität Straßburg, 1875 aber wieder zurück nach Athen als Leiter der kurz zuvor gegründeten Abteilung Athen des Archäologischen Instituts. Ab 1886 war er Professor für Alte Geschichte an der Berliner Universität. Sein Nachfolger in Athen wurde Eugen Petersen.
1870 wurde er korrespondierendes und 1888 ordentliches Mitglied der Preußischen Akademie der Wissenschaften. Seit 1895 war er korrespondierendes ausländisches Mitglied der Russischen Akademie der Wissenschaften in Sankt Petersburg.
Sein Grab auf dem Luisenfriedhof III in Berlin-Charlottenburg ist nicht erhalten.